# Mutesa II
Sir Edward Frederick William David Walugembe Mutebi Luwangula Mutesa II (ortografia moderna: Muteesa) Orde de l'Imperi Britànic (Kampala (Uganda), 19 de novembre, 1924 - Londres (Regne Unit), 21 de novembre, 1969) va ser Kabaka (Rei) del Regne de Buganda a Uganda des del 22 de novembre de 1939 fins a la seva mort. Va ser el trenta-cinquè Kabaka de Buganda i el primer president d'Uganda. La premsa estrangera sovint es referia a ell com el rei Freddie, un nom poc utilitzat a Uganda.

## Biografia
Quan comptava tan sols quinze any va pujar al tron de Buganda per aquell temps regne indígena autònom d'Uganda. Va cursar estudis al King's College de Cambridge i a la Universitat de Makerere, a Ciències Polítiques i Econòmiques. Es va afiliar al moviment sindical i va lluitar decididament per una millor remuneració salarial del treballador, i, quant a política externa, va donar suport a la Xina Roja a la guerra del Vietnam i va rebre ajuda de la Unió Soviètica. Dues vegades es va veure obligat a partir camí de l'exili. La primera vegada, el 1953, per no haver volgut cooperar amb la política britànica al protectorat d'Uganda. Als dos anys tornava al seu país, on fou rebut apoteòsicament pel poble.
En 1962, Uganda aconsegueix la independència i Mutesa II és designat el seu primer president. Quatre anys més tard el 1966 va tornar a sortir per al desterrament, però aquesta vegada per ordre del seu primer ministre, Milton Obote, i per no tornar-hi.
Va estar en possessió de les condecoracions següents: Ordre de l'Imperi Britànic, Gran Creu de l'Ordre del Fènix, Gran Cordó i Ordre de la Reina d'Etiòpia.
Va deixar escrites les seves memòries amb el títol de The desecration of My Kingdow.